# Región de los Lagos Willandra
La Región de los Lagos Willandra es un sitio Patrimonio de la Humanidad, declarado por la Unesco, en el año 1981. Abarca un área de 2400 kilómetros cuadrados en del sudoeste de Nueva Gales del Sur, Australia.
La región tiene unos importantes valores naturales y culturales, incluyendo los excepcionales ejemplos de la antigua civilización humana. En su área están, los más antiguos restos de cremación humana del mundo. Una pequeña sección de la región está protegida por el parque nacional Mungo.
Otro de los sitios que tiene Australia y que ha sido declarado Patrimonio de la Humanidad es la región de los Lagos Willandra, un área extensa y árida que contiene uno de los sistemas de lagos más antiguos del mundo, lagos que se formaron hace 2 millones de años y que hoy están secos y repletos de dunas sacudidas por el viento.
Los aborígenes australianos vivieron en los márgenes de estos algos durante al menos 50.000 años y de hecho se han encontrado los restos de una mujer de hace 40.000 años en las dunas del lago Mungo. De estos huesos se cree que son los restos de la cremación más antigua del mundo.
Solo una pequeña parte de los Lagos Willandra son un área protegida, el parque nacional Mungo, desde 1979. Aquí viven algunos mamíferos, canguros incluidos, y apenas 40 personas.

## Películas
- 2003 - Journey of Man